# Subvention
Eine Subvention (von lateinisch subvenire ‚zu Hilfe kommen, Unterstützung‘) ist eine Leistung aus öffentlichen Mitteln an Betriebe, Unternehmen oder auch private Haushalte, die nicht an eine direkte Gegenleistung gebunden ist. Dabei können Produktion von Gütern, deren Export oder Konsum oder auch Investitionen gefördert werden.
Subventionen sind wirtschaftspolitische Eingriffe in das Marktgeschehen, mit denen ein bestimmtes Verhalten der Marktteilnehmer gefördert werden soll. Sie gehören somit zum Instrumentarium der Wirtschaftspolitik.
In manchen Zusammenhängen werden Subventionen auch als Beihilfen bezeichnet. Siehe etwa: Beihilfe (EU)

## Zum Begriff
Der Begriff Subvention wird von Juristen und Ökonomen unterschiedlich verwendet. In der Volkswirtschaftslehre wie auch im allgemeinen Sprachgebrauch werden auch Steuervergünstigungen, Gebührenermäßigungen oder -befreiungen und auch staatlich garantierte Abnahmepreise oder Aufpreise zu den Subventionen gezählt. Es zählt hier die volkswirtschaftliche Wirkung der Maßnahme. In diesem Sinne erfolgt auch die Berichterstattung der EU zu Subventionen im Energiesektor.
Formaljuristisch ist der Begriff enger gefasst. Viele Fördermaßnahmen beinhalten eine staatlich veranlasste Zuwendung zu einer Industrie, wobei die Kosten auf die Allgemeinheit umgelegt werden, sind aber formaljuristisch je nach zuständigem Gesetzgeber keine Subventionen. So ist die Einspeisevergütung für erneuerbare Energien nach deutschem Recht keine Subvention, wird aber nach EU-Recht als genehmigungspflichtige Beihilfe bewertet. Diese Unterschiede werden im Kapitel Rechtliche Einordnung diskutiert. Eine international gültige Definition des Subventionsbegriffes gibt es nicht.
Sozialstaatliche Transferleistungen wie Arbeitslosengeld II, BAföG oder Rentenzuschüsse sind nach allgemeiner Auffassung keine Subventionen.

## Volkswirtschaftliche Zielsetzungen
Subventionen (auch Förderung genannt) werden gezahlt, um ein politisches und gesellschaftliches Ziel zu erreichen. Mögliche Ziele sind:
- einer heimischen Industrie einen Wettbewerbsvorteil gegenüber Importen desselben Produktes zu verschaffen (z. B. Landwirtschaftssubventionen),
- die Wettbewerbsfähigkeit eines politisch gewünschtes Produktes gegenüber einem unerwünschten aber billigerem Substitutionsprodukt herzustellen (z. B. Bahn versus LKW),
- die Stützung inländischer Produzenten über die Gewährung von Garantiepreisen, oder die Stabilisierung hoher inländischer Preise über sogenannte Exportsubventionen (Ein Beispiel sind die ins Ausland geschobene Überproduktion der über Direktzahlungen und Garantiepreise hoch subventionierten europäischen Landwirtschaft wie auch die Hermesbürgschaften),
- die Preissenkung für gewisse Produkte aus sozialen oder gesellschaftlichen Gründen (zum Beispiel öffentlicher Nahverkehr, Sozialwohnungsbau),
- die direkte Förderung gewünschter Produkte. Hier geht es zum Beispiel um Kultur oder Forschung und Entwicklung,
- Standortförderung, Arbeitsplatzerhaltung oder -schaffung, Rettung notleidender Unternehmen,
- sanfte Eingriffe in das Investitions- und Konsumverhalten des privaten Sektors zur Umsetzung staatlicher Ziele (Abwrackprämie, Förderungen im Rahmen des Energieeffizienzgesetzes).

Einige dieser Ziele werden im Folgenden genauer ausgeführt.

### Wettbewerbsfähigkeit gegenüber Importen
Know-how-intensive heimische Industrien werden gefördert und somit gegen ausländische Konkurrenz geschützt, weil ein positiver gesamtwirtschaftlicher Effekt aus dem Know-how-Aufbau in diesem Bereich erwartet wird und der Markt diese externen positiven Effekte nicht widerspiegelt. In diesem Fall kann die Regierung entweder Zölle auf konkurrierende Importe erheben oder die inländische Industrie subventionieren. Im ersten Fall erhöht sich der Preis des Produktes und die Konsumenten zahlen die Kosten der Förderung. Im zweiten Fall bleibt der Preis auf dem durch den Import bestimmten niedrigen Niveau und die Öffentlichkeit zahlt über die Steuern die Kosten der Förderung.
Die Landwirtschaftssubventionen sollen unter anderem die Selbstversorgung des Landes (oder Europas) mit Lebensmitteln sicherstellen, das heißt hier wird aus militärischen und anderen Sicherheitserwägungen eine Unabhängigkeit von Importen angestrebt. Da die Lebensmittelautarkie in der EU erreicht ist, erhalten die Landwirte heute Direktzahlungen sowie weitere Förderungen, die an Auflagen wie etwa bei der Lebensmittelsicherheit, beim Tierschutz und beim Umweltschutz gebunden sind. Im Rahmen der Regulierung der Landwirtschaft werden einheitliche Qualitätsstandards, geschützten Herkunftsangaben und Ursprungsbezeichnungen sowie umfassende Informationspflichten der Hersteller durchgesetzt.

### Wettbewerbsfähigkeit gegenüber Substitutionsprodukten
Viele Industrien haben hohe Eintrittsbarrieren. Das heißt, es muss zunächst ein sehr hohes initiales Investment getätigt werden, entweder in Form von einem Bau sehr teurer Anlagen oder in Form von Forschung und Entwicklung. Danach können Güter zu relativ niedrigen variablen Stückkosten produziert werden. Liegt der aktuelle Preis nicht zu weit über den variablen Stückkosten, so kann die Produktion für bestehende Firmen sehr profitabel sein, während sich neue Investments nicht lohnen. Dennoch können Neuinvestitionen als gesamtwirtschaftlich vorteilhaft erachtet und somit subventioniert werden, da hiermit Monopolgewinne vermieden werden.
Auch Kostendegressionen, die mit der Entwicklung von neuen Industrien einhergehen (beispielsweise der Entwicklung von Windrädern und Solarzellen) sind – volkswirtschaftlich betrachtet – Eintrittsbarrieren. Am Anfang sind hohe Verluste zu erwarten, bevor ein Industriezweig einen wettbewerbsfähigen Entwicklungsstand erreicht hat. Es kann sinnvoll sein, diese Anfangsverluste durch Subventionen zu überbrücken.
Weiterhin können externe Effekte zu der Einschätzung führen, dass ein Produkt (zum Beispiel die Bahn) volkswirtschaftlich betrachtet billiger ist als ein anderes (zum Beispiel das Auto), obwohl die Marktpreise dies nicht widerspiegeln. Die Subvention soll in diesem Fall dazu dienen, die geringeren externen Kosten wie Umweltverschmutzung, Lärm, CO2-Ausstoß, Verlust an allgemeiner Lebensqualität monetär zu vergüten.

### Direkte Förderung von Forschung und Entwicklung
Von Firmen durchgeführte Forschung und Entwicklung hat positive externe Effekte, das heißt eine positive Rückkopplung auf die Volkswirtschaft insgesamt. Für die durchführende Firma zählt aber nur, ob die Forschung und Entwicklung für das eigene Unternehmen rentabel ist. Daher wird weniger Forschung und Entwicklung durchgeführt als für die Volkswirtschaft sinnvoll und wirtschaftlich ist. Daher kann es sinnvoll sein, Forschung und Entwicklung zu fördern.

### Stützung von Preisen und Exportsubventionen
Exportsubventionen werden als Förderung der inländischen exportorientierten Industrie gewährt. Im Falle der Hermesbürgschaften werden Ausfallrisiken beim Export in gewisse Länder vom Staat übernommen. Da dem Export in der Regel ein gleicher Import entgegensteht, da die Ware bezahlt werden muss, dient die Exportförderung auch der Förderung des Außenhandels insgesamt.

### Staatliche Steuerung durch Subventionen
Der Staat kann seine Ziele durch Gesetze und andere Regulierungen durchsetzen oder über Subventionen für Unternehmen und Privathaushalte ökonomische Anreize setzen, privatwirtschaftliche Entscheidungen an staatlichen Zielen auszurichten. Der zweite Weg hat den Vorteil, dass die Freiwilligkeit erhalten bleibt und den privatwirtschaftlichen Akteuren oftmals weit größere Spielräume in der Umsetzung verbleiben. Da auch gesetzliche Verordnungen mit volkswirtschaftlichen Kosten verbunden sind, kann die zweite Möglichkeit volkswirtschaftlich billiger sein. Ein Beispiel für die staatliche Steuerung durch Subventionen ist das Gebäudeenergiegesetz, in dem Energiesparmaßnahmen sowie auch verschiedene Informations- und Beratungsleistungen gefördert werden, aber keine Zwangssanierungen angeordnet werden.

## Vergabeverfahren
Subventionen können über verschiedene Verfahren vergeben werden:

### Direktzahlungen
Die direkte Auszahlung von Geldern ist die klassische Form der Subvention. Hier erhält aufgrund eines politischen Zwecks ein Unternehmen oder privater Haushalt eine finanzielle Unterstützung, welche direkt in dessen liquide Mittel einfließt. Diese müssen, im Gegensatz zu Darlehen, nicht zurückbezahlt werden.

### Garantiepreise
Der Staat garantiert hier, dass die Erzeuger Preise über den Marktpreisen erhalten. Beispiele sind der Interventionspreis in der Agrarpolitik oder die Einspeisevergütungen im Bereich der Energiepolitik.

### Darlehenskonditionen
Um unternehmerische Aktivitäten unabhängig von privatwirtschaftlichen Kreditregeln zu finanzieren, kann dem Unternehmen ein von der öffentlichen Hand subventioniertes, preisgünstigeres Darlehen vergeben oder ermöglicht werden. Darlehen zu günstigeren Konditionen, als am Markt zu bezahlen, ermöglicht der öffentlichen Hand eine unternehmerische Investition, die dennoch im Markt funktioniert und sich auch amortisieren kann. Die Kreditanstalt für Wiederaufbau hat als primäre Aufgabe den industriellen Mittelstand, Existenzgründer und Privatpersonen mit günstigen Darlehen zu versorgen. Dabei werden alle Darlehen ausschließlich für Projekte in Infrastruktur, Wohnungsbau und Energiespartechniken, aber auch Bildungskredite, Filmfinanzierungen und Gelder für die Entwicklungszusammenarbeit vergeben.

### Bürgschaften
Ist es für einen Unternehmer zwar möglich, ein privatrechtliches Darlehen zu erhalten, bei dem aber die Kreditsicherheiten nicht ausreichend sind, so kann die öffentliche Hand mit öffentlichen Bürgschaften diese Sicherheiten stellen. Hauptanwendung für Bürgschaften ist die Exportkreditversicherung (z. B. Hermesdeckungen) zur Exportförderung.

### Realförderung
Die Vergabe von öffentlichen Aufträgen kann an öffentliche Ziele geknüpft werden. Bei der Realförderung verzichtet die öffentliche Hand auf den marktwirtschaftlich günstigsten Preis und akzeptiert zugunsten eines politischen Ziels Mehrkosten. Auch die Veräußerung von Sachwerten der öffentlichen Hand zu einem nicht marktüblichen Preis an einen Unternehmer sind Realförderungen (z. B. Grundstücksverkauf an gemeinnützige Wohnbaugenossenschaften).

### Steuervergünstigungen
Die Steuersubvention (auch Verschonungssubvention, indirekte Subventionen) ist eine Subvention im weiteren Sinne. Auch eine generelle Steuerbefreiung oder eine konkrete Steuerermäßigung durch einen Steuererlass erfüllen die Wesensmerkmale einer Subvention.

### Andere Subventionen
Weitere Fälle sind die Produktionserstattung und Exportsubventionen aus dem Bereich der Agrarmarktordnungen.

## Negative Auswirkungen
Subventionen erzeugen eine Subventionsmentalität. Unternehmerische Aktivitäten werden danach ausgerichtet, wofür es gerade Geld gibt. Dabei tritt die Expertise und das wirtschaftliche und fachliche Urteil sowie die intrinsische Motivation für die Herstellung guter Produkte in den Hintergrund.
Oftmals besteht die Hoffnung, durch Subventionen die Wettbewerbsfähigkeit „innovativer“ Industrien zu stärken. Tatsächlich bestätigen empirische Studien, dass Subventionen die Innovationsfähigkeit, Kundenorientierung, Angebotsattraktivität, Kostenkompetitivität, Anpassungsfähigkeit und generelle Wettbewerbsfähigkeit der Empfängerindustrien senken. Staatliche Zahlungen werden fest eingeplant. Je höher ihre Bedeutung für das Firmenergebnis, desto mehr wendet sich die interne Aufmerksamkeit weg von der Beobachtung der Märkte und hin zur Verfolgung politischer Kanäle und Lobbyarbeit, um herauszufinden, was getan werden muss, um Subventionszahlungen weiter zu erhalten oder zu steigern.
Die Subventionen an einige im Allgemeinen weniger profitable Industrien müssen von den profitablen, wettbewerbsfähigen Industrien erwirtschaftet werden. Dies führt zu einer Schädigung wettbewerbsfähigerer Industrien zugunsten nicht wettbewerbsfähiger Industrien und damit zu einer Schwächung der Wirtschaft insgesamt und zu einer Verfestigung von Fehlstrukturen. Subventionen verhindern Marktaustritte von weniger leistungsstarken Unternehmen. Kapital, Know-how, Fachkräfte usw. werden dadurch in unwirtschaftlichen Aktivitäten gebunden und aufstrebenden, produktiven Sektoren vorenthalten. Flächendeckende Subventionierung führt gesamtwirtschaftlich zu unrealistischen Renditezielen und lässt eigentlich profitable, aber außerhalb der öffentlichen Aufmerksamkeit stehende Projekte unattraktiv erscheinen.
Förderungen kommen weit überproportional Großunternehmen zugute. Empirische Studien zeigen, dass kleinere und mittlere Unternehmen weder Zeit noch Personal haben, um über ständig wechselnde Förderprogramme informiert zu bleiben und die stets erforderlichen ausführlichen Anträge zu erstellen. Lobbyisten von Großunternehmen sind den staatlichen Akteuren bekannt, die Interaktionen mit diesen wenigen Vertretern ist aus Sicht der staatlichen Vergabestellen arbeitssparend und effizient.
Investitionen in Förderung und Entwicklung gelten oftmals als volkswirtschaftlich sinnvoll, aber betriebswirtschaftlich nicht darstellbar. Aus diesem Grund sollen sie oftmals gefördert werden. Wieweit allerdings solche positiven wirtschaftliche Rückkopplungen in einer Größenordnung bestehen, die die allgegenwärtige öffentliche Förderung von privater Forschung und Entwicklung rechtfertigt, wurde bislang nicht systematisch untersucht. Zudem hat jede Firma einen Anreiz Förderungen zu beantragen, unabhängig davon ob die betreffende Investition auch ohne Förderung betriebswirtschaftlich sinnvoll ist. Somit ersetzt die Förderung unter Umständen nur private Investitionen und gibt Firmen einen ungerechten Wettbewerbsvorteil, ohne dass sich die Summe der betreffenden Investitionen erhöht. Besonders bei Startups besteht zudem das offensichtliche Risiko, dass sich Gründer auf bedingungslos fließenden Geldern schlichtweg ausruhen oder diese für gänzlich andere Zwecke ausgeben. Dem Subventionsgeber werden von Zeit zu Zeit angeblich aussichtsreiche Produkte präsentiert, die sich später am Markt als Flops erweisen, falls eine Markterschließung überhaupt ernsthaft in Angriff genommen wird.
Exportsubventionen sind eine sehr umstrittene Maßnahme. Das exportierende Land zahlt Steuergeld dafür, dass andere Länder verbilligte Waren erhalten. Die volkswirtschaftliche Bilanz davon ist trotz dem gegenzurechnenden volkswirtschaftlichen Effekt aus dem Mehrabsatz der exportierenden Industrien negativ. Das importierende Land hat von den Exportsubventionen eines anderen Landes oberflächlich Vorteile, da es in den Genuss verbilligter Waren ohne eigene staatliche Aufwände kommt. Tatsächlich werden Exportsubventionen jedoch im Allgemeinen im internationalen Handel als Dumping mit Misstrauen betrachtet und die betroffenen Staaten reagieren oftmals mit Gegenmaßnahmen zum Schutz der eigenen Industrie wie zum Beispiel Einfuhrzöllen.
Die Subventionierung der europäischen Landwirtschaft über Direktzahlungen und Garantiepreise und die Abschiebung der resultierenden Überproduktion ins Ausland unter Zahlung von Exportsubventionen wird regelmäßig für den Verfall der afrikanischen Landwirtschaft verantwortlich gemacht. Die Fischerei-Subventionen von EU, USA und China sind mitverantwortlich für die Überfischung der Meere.
Landwirtschaft und Fischerei erhalten steuervergünstigte Treibstoffe, die sich negativ auf das Klima auswirken. In Deutschland kritisiert das Umweltbundesamt zahlreiche Vergünstigungen als umweltschädlich. Allein auf Bundesebene wurden 2018 in diesem Bereich 65,4 Milliarden Euro ausgezahlt. Fast die Hälfte davon entfielen dabei auf den Bereich Verkehr. Besonders kritisiert wurden hier die Steuerbefreiung für Flugbenzin, die Befreiung internationaler Flüge von der Umsatzsteuer, die Vergünstigung für Dieselbenzin (Dieselprivileg), die Pendlerpauschale und das Dienstwagenprivileg, aber auch die Wohnungsbauprämie. Letztere sei nicht nur umweltschädlich, sondern auch sozial ungerecht, da überwiegend Haushalte mit vergleichsweise höherem Einkommen davon profitieren.
Die Verbilligung von Konsumpreisen aus sozialen Gründen führt ebenfalls oft zu Missbrauch. So heißt es, dass in der Sowjetunion staatlich subventioniertes verbilligtes Brot an Schweine verfüttert wurde. Oftmals ist hier der Markt auch stärker als der Regulator, so führen gedeckelte Mietpreise regelmäßig zu legalen und illegalen Ablösezahlungen.
Im Kultursektor führt die universelle Abhängigkeit von Subventionen nach den Autoren Dieter Haselbach, Armin Klein, Pius Knüsel und Stephan Opitz in ihrem Buch Kulturinfarkt dazu, dass eine etablierte Kulturlobby für ihren Selbsterhalt sorgt. Geförderte Kunst sei marktfern, uninnovativ und spalte die Gesellschaft, indem sie sich ausschließlich an das Bildungsbürgertum richtet.

## Rechtliche Einordnung

### Deutsche Legaldefinition
Eine Legaldefinition gibt es in § 264 Abs. 8 StGB zum Subventionsbetrug:
Subvention im Sinne dieser Vorschrift ist
a) ohne marktmäßige Gegenleistung gewährt wird und
b) der Förderung der Wirtschaft dienen soll;
2. eine Leistung aus öffentlichen Mitteln nach dem Recht der Europäischen Gemeinschaften, die wenigstens zum Teil ohne marktmäßige Gegenleistung gewährt wird.
Die Subventionsberichte der Bundesregierung erfassen Finanzhilfen und Steuervergünstigungen.

### Europarecht
Im Europarecht wird für Subvention der Begriff „staatliche Beihilfe“ verwendet. Diese Beihilfen werden über § 264 Abs. 7 Nr. 2 StGB in den Subventionsbegriff Strafgesetzbuches einbezogen.
Der Beihilfebegriff des Art. 107 AEUV (ex Art. 87 EGV) zeichnet sich durch fünf Elemente aus:
1. Gewährung aus staatlichen Mitteln: In diesem Zusammenhang ist es ausreichend, wenn die betreffende Maßnahme dem Staat zugerechnet werden kann. Unter Staat sind nicht nur alle staatlichen Ebenen (Bund, Land, Kommune) zu verstehen, sondern auch vom Staat errichtete Einrichtungen.
2. Begünstigung: Die begünstigende Wirkung ist zu bejahen, wenn das betreffende Unternehmen für die Maßnahme keine entsprechende – marktübliche – Gegenleistung erbringt (Mittelzuführung oder Belastungsminderung).
3. Selektivität: Eine Begünstigung bestimmter Unternehmen oder Produktionszweige ist gegeben, wenn eine Maßnahme selektiv ist und dadurch das Gleichgewicht zwischen dem Beihilfeempfänger und seinen Wettbewerbern zugunsten des Ersten beeinflusst. Eine Maßnahme ist dann nicht selektiv, wenn sie durch das Wesen oder die allgemeinen Zwecke des Systems, zu dem sie gehört, gerechtfertigt ist (Maßnahme, die an objektive Kriterien gebunden ist und in deren Genuss eine sehr große Anzahl von Unternehmen kommt).
4. Wettbewerbsverfälschung: Eine Wettbewerbsverfälschung liegt vor, wenn die Maßnahme tatsächlich oder potenziell in ein Wettbewerbsverhältnis eingreift und damit den Ablauf des Wettbewerbs verändert.
5. Handelsbeeinträchtigung: Bei der Handelsbeeinträchtigung reicht bereits eine mögliche Auswirkung auf den zwischenstaatlichen Handel.

Eine staatliche Beihilfe liegt vor, wenn alle genannten Merkmale kumulativ erfüllt sind. In Art. 107 ff. AEUV (Beihilfenverbot) sind Details bzgl. der Zulässigkeit geregelt.
Der § 12 StabG regelt, dass Bundesmittel, die für bestimmte Zwecke an Stellen außerhalb der Bundesverwaltung gegeben werden, insbesondere Finanzhilfen, so gewährt werden sollen, dass es den Zielen des § 1 StabG nicht widerspricht.
Der § 14 HGrG definiert Zuwendungen als „Ausgaben und Verpflichtungsermächtigungen für Leistungen an Stellen außerhalb der Verwaltung des Bundes oder des Landes zur Erfüllung bestimmter Zwecke“ und knüpft deren Gewähr an bestimmte Voraussetzungen: Solche dürfen nur „veranschlagt werden, wenn der Bund oder das Land an der Erfüllung durch solche Stellen ein erhebliches Interesse hat, das ohne die Zuwendungen nicht oder nicht im notwendigen Umfang befriedigt werden kann.“

### Subventionen und Freihandel in der EU
Ein Eingriff in das Marktgeschehen, der durch Subventionen bewirkt wird, wird dann zum rechtlichen Problem, wenn der Freihandel rechtlich gesichert ist, wie es innerhalb der Europäischen Union und zwischen den Vertragsstaaten der Welthandelsunion (WTO) der Fall ist. Deswegen enthält Art. 107 AEUV ein grundsätzliches Verbot von Beihilfen, das jedoch durch eine Reihe von Ausnahmetatbeständen durchbrochen wird (Europäisches Beihilfenrecht). Gewährt ein Mitgliedstaat Subventionen, die diesem Verbot zuwiderlaufen, kann die Europäische Kommission die Subventionsvergabe für unionsrechtswidrig erklären und einen Beschluss fassen, nach dem der Mitgliedstaat die Subventionen zurückverlangen muss. Beabsichtigt ein Mitgliedstaat die Vergabe von Subventionen, ist er nach Art. 108 Abs. 3 Satz 1 AEUV dazu verpflichtet, dies der Europäischen Kommission anzuzeigen (Notifizierungspflicht). Innerhalb der Welthandelsorganisation schränkt das Übereinkommen über Subventionen und Ausgleichsmaßnahmen die Zulässigkeit von Subventionen einschließlich steuerlicher Subventionen stark ein. Sowohl innerhalb der Europäischen Gemeinschaft als auch zwischen den Vertragsstaaten der Welthandelsorganisation kommt es häufig zu Konflikten über Exportsubventionen, die von einzelnen Staaten gewährt werden, um ihrer heimischen Wirtschaft Wettbewerbsvorteile zu verschaffen. Einen Sonderfall bilden dabei solche Exportsubventionen, die in Steuergesetzen enthalten sind.

### USA
Nach US-amerikanischem Recht gelten auch private Vergünstigungen, etwa durch Unternehmen, Banken und Verbände, als „Subvention“. Diese Auffassung wurde wohl deshalb beibehalten, um eine Handhabe gegen die (unerwünschte) Tätigkeit privater Kompensationskassen zu besitzen.

## Subventionsberichterstattung
In einer Reihe von Ländern erfolgt eine regelmäßige Subventionsberichterstattung der Regierung oder des zuständigen Ministeriums.

### Deutschland
Die Bundesregierung ist nach dem Stabilitäts- und Wachstumsgesetz verpflichtet, dem Bundestag im Abstand von zwei Jahren über die Subventionen des Bundes zu berichten. Der Subventionsbericht erfasst dabei Finanzhilfen und Steuervergünstigungen des Bundes.
| Wahlperiode | von-bis   | BT-Drucksache    | Subventionsbericht                                       |
| ----------- | --------- | ---------------- | -------------------------------------------------------- |
| 20          | 2021–2026 |                  | 28. Subventionsbericht der Bundesregierung               |
| 18          | 2013–2016 | BT-Drs. 18/5940  | 25. Subventionsbericht der Bundesregierung (PDF; 4,1 MB) |
| 17          | 2011–2014 | BT-Drs. 17/14621 | 24. Subventionsbericht der Bundesregierung               |
| 17          | 2009–2012 |                  | 23. Subventionsbericht der Bundesregierung               |
| 16–17       | 2007–2010 |                  | 22. Subventionsbericht der Bundesregierung               |
| 16          | 2005–2008 | BT-Drs. 16/6275  | 21. Subventionsbericht der Bundesregierung (PDF; 2,5 MB) |
| 16          | 2003–2006 | BT-Drs. 16/1020  | 20. Subventionsbericht der Bundesregierung (PDF; 2,6 MB) |
| 15          | 2001–2004 | BT-Drs. 15/1635  | 19. Subventionsbericht der Bundesregierung (PDF; 2,6 MB) |
| 14          | 1999–2002 | BT-Drs. 14/6748  | 18. Subventionsbericht der Bundesregierung (PDF; 1,4 MB) |

Hinweis: Die Begriffsbestimmung um den Begriff „Subvention“ wird auch im 20. Subventionsbericht thematisiert.
| Kurzbezeichnung der Finanzhilfe                                                              | Lfd. Nr. der Anlage 1 des 28. Subventionsberichts | 2022 RegE Mio. Euro | 2021 Soll Mio. Euro |
| -------------------------------------------------------------------------------------------- | ------------------------------------------------- | ------------------- | ------------------- |
| Förderung von Maßnahmen der Energieeffizienz und erneuerbarer Energie im Gebäudebereich      | 119                                               | 2.936               | 2.908               |
| Bundesförderung für effiziente Gebäude (BEG)                                                 | 120                                               | 2.775               | 975                 |
| Markteinführungsprogramm zur Förderung des Einsatzes erneuerbarer Energien                   | 29                                                | 2.112               | 1.900               |
| Zuschüsse zum Kauf elektrisch betriebener Fahrzeuge                                          | 81                                                | 2.100               | 1.600               |
| Zuschüsse zur Errichtung von Tank- und Ladeinfrastruktur                                     | 107                                               | 1.680               | 770                 |
| Investitionen zur Dekarbonisierung der Industrie                                             | 79                                                | 1.200               | 195                 |
| Zuschüsse im Rahmen des Programms „Baukindergeld“ der KfW Bankengruppe                       | 126                                               | 955                 | 896                 |
| GA „Verbesserung der Agrarstruktur und des Küstenschutzes“                                   | 7                                                 | 949                 | 805                 |
| Förderung des Ausbaus von Breitbandnetzen                                                    | 82                                                | 876                 | 920                 |
| Strompreiskompensation                                                                       | 28                                                | 828                 | 878                 |
| Sozialer Wohnungsbau                                                                         | 125                                               | 750                 | 400                 |
| Industrielle Fertigung für mobile und stationäre Energiespeicher                             | 36                                                | 725                 | 350                 |
| Unterstützung des Ausbaus von Gigabitnetzen                                                  | 83                                                | 560                 | 435                 |
| GA „Verbesserung der regionalen Wirtschaftsstruktur“                                         | 62                                                | 467                 | 643                 |
| Bundesförderung für Energieeffizienz in der Wirtschaft                                       | 30                                                | 434                 | 503                 |
| Zuschüsse für die Anschaffung von Nutzfahrzeugen mit alternativen, klimaschonenden Antrieben | 113                                               | 414                 | 216                 |
| Verwendung der streckenbezogenen LKW-Maut                                                    | 92                                                | 387                 | 387                 |
| Reduzierung Trassenpreis im Schienengüterverkehr                                             | 96                                                | 377                 | 950                 |
| Maßnahmen zur Weiterentwicklung der Elektromobilität                                         | 80                                                | 364                 | 502                 |
| Transformation Wärmenetze                                                                    | 35                                                | 347                 | 203                 |

| Kurzbezeichnung der Finanzhilfe | Lfd. Nr. der Anlage 2 des 28. Subventionsberichts | 2021 Soll Mio. Euro |
| --- | ------------------------------------------------- | ------------------- |
| § 13a ErbStG Vergünstigung für Erwerber von Betrieben und Anteilen an Kapitalgesellschaften im Erb- oder Schenkungsfall                                                | 43                                                | 5.100               |
| § 3b EStG Schichtzuschläge | 95                                                | 3.355               |
| § 12 Abs. 2 Nr. 15 UStG Anwendung des ermäßigten Umsatzsteuersatzes auf Restaurant- und Verpflegungsdienstleistungen mit Ausnahme der Abgabe von Getränken             | 99                                                | 3.085               |
| 12 Abs. 2 Nr. 1 und 2 sowie Nr. 12 und 13 i. V. m. Nr. 49, 53 und 54 der Anlage 2 zum UStG sowie § 12 Nr. 7 UStG Ermäßigter Steuersatz für kulturelle u. a. Leistungen | 101                                               | 3.010               |
| § 35a Abs. 3 EStG Steuerermäßigung für Renovierungsaufwand | 37                                                | 2.090               |
| Forschungszulagengesetz Steuerliche Förderung der Forschung und Entwicklung durch Gewährung einer Steueranrechnung in Höhe der Forschungszulage                        | 106                                               | 2.085               |
| § 12 Abs. 2 Nr. 10 UStG Ermäßigung ÖPNV und Schienenpersonenverkehr | 66                                                | 1.925               |
| § 10 StromStG Stromsteuerbegünstigung für Unternehmen des produzierenden Gewerbes in Sonderfällen (Spitzenausgleich)                                                   | 61                                                | 1.500               |
| §§ 37, 53 EnergieStG Energiesteuerbegünstigung für die Stromerzeugung                                                                                                  | 52                                                | 1.465               |
| § 12 Abs. 2 Nr. 11 UStG USt-Ermäßigung für Beherbergungsleistungen | 100                                               | 1.360               |
| § 9 Abs. 3 StromStG Stromsteuerbegünstigung für Unternehmen des produzierenden Gewerbes und Unternehmen der Land- und Forstwirtschaft                                  | 59                                                | 1.000               |
| § 9a StromStG Stromsteuerbegünstigung für bestimmte Prozesse und Verfahren                                                                                             | 60                                                | 780                 |
| § 6 Abs. 1 Nr. 4 Satz 2 und 3 und § 8 Abs. 2 Satz 2 bis 5 EStG Begünstigung von Elektro- und extern aufladbaren Hybridelektrofahrzeugen bei der Dienstwagenbesteuerung | 63                                                | 760                 |
| § 10a EStG/ Abschnitt XI EStG §§ 79 bis 99 EStG Förderung der privaten kapitalgedeckten Altersvorsorge durch Zulagen (Fördervolumen)                                   | 92                                                | 750                 |
| § 7g Abs. 1 bis 4 und § 6 EStG Minderung des Gewinns in Form von Investitionsabzugsbeträgen bis zu 200.000 Euro                                                        | 26                                                | 660                 |
| §§ 4h EStG, 8a KStG Einführung einer Freigrenze im Rahmen der Zinsschranke                                                                                             | 29                                                | 620                 |
| § 12 Abs. 2 Nr. 6 UStG Zahntechniker | 102                                               | 615                 |
| § 9 Abs. 1 Nr. 3 StromStG Steuerbefreiung für Strom aus sog. Kleinanlagen mit einer elektrischen Nennleistung von bis zu 2 Megawatt                                    | 58                                                | 579                 |
| § 3 Nr. 7 KraftStG Zugmaschinen und Anhänger | 18                                                | 485                 |
| §§ 37,51 EnergieStG Energiesteuerbegünstigung für bestimmte Prozesse und Verfahren                                                                                     | 51                                                | 475                 |

Daneben gibt es eine Subventionsberichterstattung durch einzelne Bundesländer:
- Finanzhilfenbericht des Hessischen Ministeriums der Finanzen
- der Subventionsbericht des Freistaats Thüringen
- der Subventionsbericht des Landes Niedersachsen
- der Subventionsbericht (Baden-Württemberg)

### Schweiz
In der Datenbank kann nach verschiedenen Kriterien gesucht werden. In den Jahren 1997, 1999 und 2008 hat der Bundesrat jeweils einen Subventionsbericht veröffentlicht.

### Österreich
Die österreichische Bundesregierung berichtet im Rahmen des Förderungsberichtes über die Subventionen.

### Nichtstaatliche Zusammenstellungen
Daneben gibt es auch Zusammenstellungen von Subventionen von wissenschaftlichen und anderen nichtstaatlichen Institutionen wie der Kieler Subventionsbericht des Instituts für Weltwirtschaft an der Universität Kiel. Dieser Bericht enthält auch Finanzhilfen und Steuervergünstigungen von Gemeinden und Ländern.

### EU
Im Auftrag der EU werden mehrere Subventionsberichte erstellt. Beobachtet werden insbesondere Landwirtschafts- und Fischereisubventionen und Subventionen im Energiesektor. Als Energiesubventionen werden dabei alle Arten von Geldtransfers von öffentlichen Körperschaften an Private (Direktzahlungen, Steuervergünstigungen) betrachtet, weiterhin alle gesetzlich vorgegebenen Mechanismen und Prozesse, die zu Quersubventionen führen.

## Subventionen und externe Effekte
Eine privatwirtschaftlich profitable Geschäftstätigkeit kann die Allgemeinheit in einem Grade schädigen, der die Gewinne aus der Geschäftstätigkeit überschreitet. Dies wird unter dem Begriff externe Effekte diskutiert. Negative externe Effekte können durch Steuern internalisiert werden. Geschieht dies nicht, kann dies als eine unberechtigte Förderung einer gesellschaftlich schädlichen Geschäftstätigkeit verstanden werden.
Bill McKibben, US-amerikanischer Klimaaktivist und Autor, weist immer darauf hin, dass die fossile Brennstoffindustrie die bislang größte aller Marktsubventionen erhalten hat: das Privileg, ihre Abfallprodukte kostenlos in der Atmosphäre zu entsorgen. Auf dem Spielfeld des globalen Energiemarktes sei dies ein unlauterer Wettbewerbsvorteil gegenüber den klimafreundlichen Erneuerbaren Energien.

## Ähnliche Instrumente der Wirtschaftspolitik
Als Instrumente zur Steuerung des Außenhandels gehören Subventionen in dieselbe Kategorie wie Import- und Exportzölle, Exportkontrollen und Einfuhrkontingente. Weiterhin stellen Subventionen oftmals eine Alternative zu einer direkten wirtschaftlichen Betätigung des Staates dar.
So gibt es mehrere Möglichkeiten, eine inländische Industrie vor der Konkurrenz durch Importe zu schützen. Die Industrie kann subventioniert werden, es können Importzölle erhoben werden, um Importe zu verteuern oder es können Einfuhrkontingente eingeführt werden, um die Importmengen zu beschränken.
Soll eine Preissteigerung zum Beispiel von Lebensmitteln verhindert werden, so können Exportzölle erhoben oder die Ausfuhr überhaupt verboten werden. Letzteres wurde bei Lebensmitteln in Kriegs- und Hungerzeiten angewandt.
Statt erwünschte Produkte zu subventionieren, können diese auch direkt von der öffentlichen Hand bereitgestellt werden. Dies ist im Bildungs- und Kultursektor wie auch im Infrastrukturbereich inklusive der Energieerzeugung häufig der Fall. Weiterhin können statt erwünschte Produkte zu subventionieren auch unerwünschte Produkte mit Steuern belastet werden (siehe voriges Kapitel).